# 水利部海河水利委员会
海河水利委员会，全称水利部海河水利委员会，简称海委，驻天津市河东区，是中华人民共和国水利部的正司局级派出机构。辖海河、滦河流域与鲁北徒骇河水系、马颊河水系水利行政管理职责。

## 历史
1917年，海河流域发生直隶地区发生30年未遇洪水，天津到保定之间约4万平方公里地区受灾，波及103个县，超过625万居民流离失所。北洋政府任命熊希龄督办京畿一带水灾河工善后事宜，1918年3月20日在天津成立“顺直水利委员会”，熊希龄任会长，北洋政府与按照《辛丑条约》由洋人把持的负责疏浚海河航道“海河工程局”各提名三名成员。突破行政区界限，负责海河水利。资金出自善后借款剩余的整顿盐务经费，资金的使用受到外交使团委派的司库监督。外交使团授权120万两用于天津市区三岔口裁湾、北运河挽归故道、天津南堤等工程，后续又批准了144万余两用于北运河工程、马厂减河以及天津新开河整理。1923年至1925年建成苏庄新闸，把潮白河不超过每秒钟六百立方公尺的水量导入北运河。1928年改组为“华北水利委员会”，主任李仪祉。
1979年7月19日，水利部向国务院上报了《关于成立水利部海河水利委员会的报告》。1979年11月6日，《国务院批转水利部〈关于成立水利部海河水利委员会的报告〉》（国发[1979]258号）。1979年11月23日，在天津成立水利部海河水利委员会筹备组。1980年4月1日，水利部部务会议宣布从当天（4月1日）起，海委正式成立，开始办公，启用公章。同日，水利部下发了《关于成立海河水利委员会的通知》（[80]水办字第34号）。1980年4月28日，水利部下发《水利部关于海委机构、编制的批复》（[80]水劳字第29号），明确为地师级机构。

## 机构设置
1. 办公室
2. 规划计划处
3. 水政与安全监督处（水政监察总队）
4. 水资源处
5. 财务处
6. 人事处
7. 国际河流与科技处
8. 建设与管理处（水利部水利工程建设质量与安全监督总站松辽流域分站）
9. 水土保持处
10. 农村水利处
11. 防汛抗旱办公室
12. 监察处
13. 审计处
14. 离退休职工管理处
15. 直属机关党委
16. 中国农林水利工会海河委员会
17. 华北水利勘测设计研究院（正局级）
18. 海河流域水资源保护局（正局级）
19. 水文局（信息中心）（1982年水情处更名为水文处。2002年改为正处级水文局。2010年升格为副厅级）
20. 漳卫南运河管理局（正局级事业单位。1958年4月成立，1980年8月27日恢复。机关设在山东省德州市）
21. 海河下游管理局（正局级事业单位，局机关设在天津市。1980年8月30日设立。管辖海河下游三河（即海河干流、独流减河、永定新河）五闸（即海河闸、独流减河进洪闸、屈家店闸、工农兵防潮闸、西河闸）。
22. 引滦工程管理局(正局级事业单位，局机关设在河北省迁西县。管理和调度潘家口水库、大黑汀水库和引滦分水枢纽工程。1983年12月20日成立)
23. 漳河上游管理局(正局级事业单位，局机关驻地为河北省邯郸市。1993年3月2日成立。统一调度管理漳河上游水资源，预防调处省际水事纠纷，管理河道引分水控制工程）
24. 流域规划与政策研究中心
25. 移民开发中心
26. 海河流域水土保持监测中心站
27. 水利工程建设管理站
28. 综合服务中心
29. 综合管理中心